# Jennifer Warner

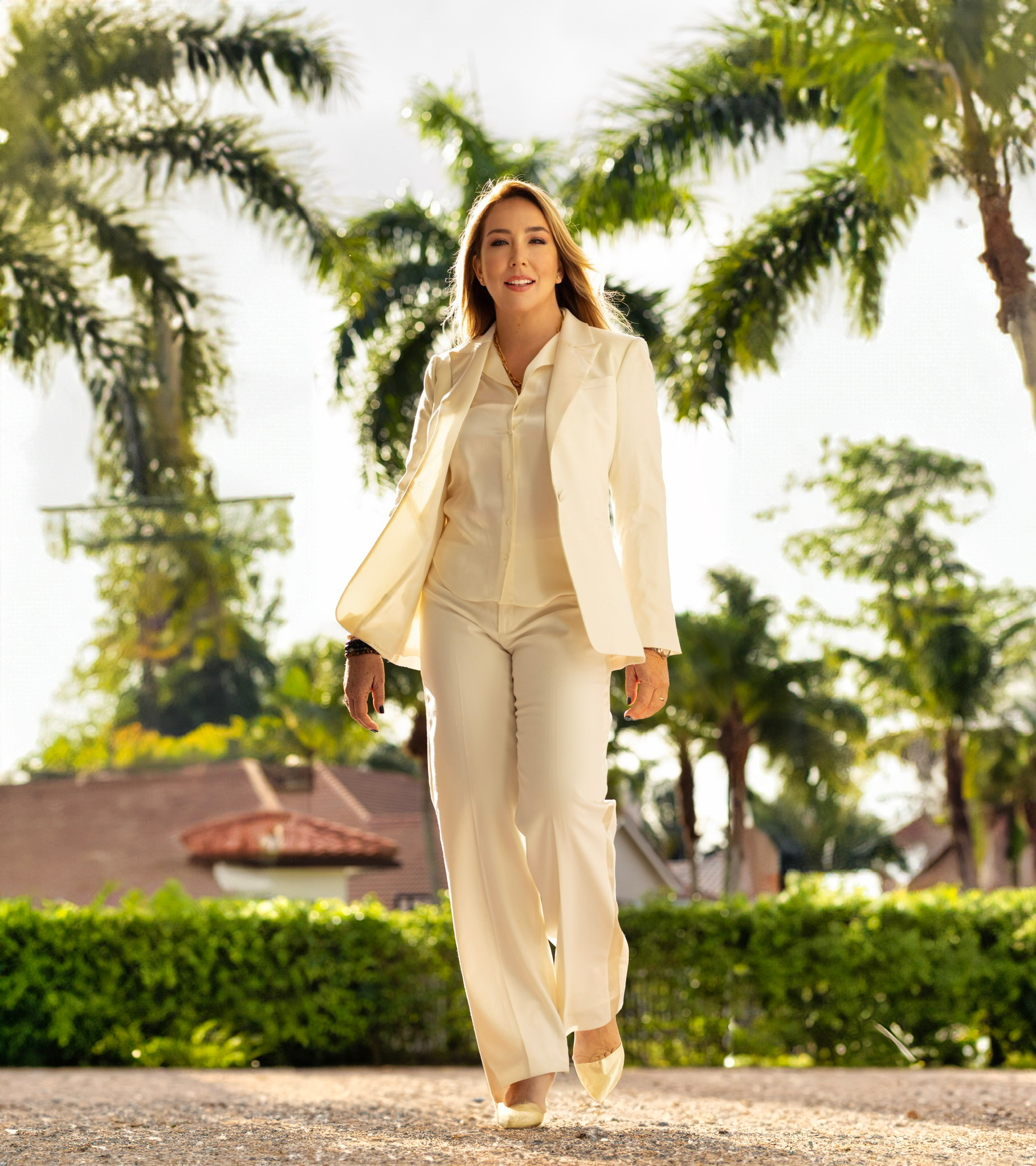
Jennifer Warner - Animadora y Coach Neurolinguistica

Jennifer Warner Pearcy (Santiago, 29 de marzo de 1972) es una destacada periodista y presentadora de televisión chilena. 
Se hizo conocida por ser la presentadora del primer programa televisivo de espectáculos de su país, SQP. Condujo el exitoso talk show de ayuda social Cuestión de peso en Canal 13. Tras un tiempo alejada de la televisión, y luego de vivir en Asia, en 2012 firmó contrato con La Red donde primero fue panelista del matinal Mañaneros y al año siguiente asumió la conducción de Intrusos. Además, condujo un programa llamado Cero stress en Radio Agricultura.

## Biografía
Estudió comunicación social y periodismo en la Universidad Diego Portales, luego se especializa en marketing en la Universidad de Berkeley, California. Jennifer además es coach neurolingüística certificada por la sociedad chilena de PNL experta en Well-being y Emprendimiento. Su experiencia profesional también la ha llevado a trabajar en comunicaciones corporativas y relaciones públicas. 
En 1994 comenzó a trabajar en el canal privado Megavisión, donde condujo el espacio infantil Segacción, y fue notera del programa juvenil Interferencia, tu hora total, conducido por Giovanni Canale y Laura Silva. Más tarde emigró a Televisión Nacional de Chile, donde participó activamente en el matinal Buenos días a todos, haciendo despachos y entrevistas a artistas internacionales, y también tuvo su propio programa, Sillón rojo.
En 2001 fue invitada por el productor Rodrigo Danús para conducir el primer programa dedicado completamente a la prensa del corazón en el país, Sálvese quien pueda (SQP). Dicho espacio, emitido por Chilevisión, se estrenó el 23 de julio de 2001. A pesar de las duras críticas que tuvo el programa en sus inicios, fue en SQP donde Warner se hizo masivamente conocida e incluso ha sido sindicada como una de las pioneras de la prensa de farándula de Chile. Warner estuvo en la conducción del programa hasta el 21 de noviembre de 2006, día en que presentó su renuncia por motivos personales y profesionales, siendo reemplazada por Cristián "Chico" Pérez. Entre 2003 y 2006 también tuvo a su cargo el prime time show REC, junto a Leo Caprile.
En 2003, fue elegida la mejor conductora de la televisión en los premios Wikén de El Mercurio, y luego en 2005 bajo su conducción, SQP obtiene el preciado Copihue de Oro como mejor programa de entretención de la televisión chilena. 
A mediados de 2007, fue reclutada por Canal 13 para conducir un programa de televisión formato reality show, Cuestión de peso, formato licenciado del programa argentino homónimo que abordaba la temática de la obesidad y emitido de lunes a viernes en las tardes. En febrero de 2008, participó en el matinal de Canal 13, Juntos, el show de la mañana, durante el desarrollo del Festival de Viña del Mar 2008, y condujo la cena de gala de dicho certamen junto a Luis Jara.
Tras el fin de su programa en Canal 13, emigró a TVN en enero de 2009 para reintegrarse a Buenos días a todos, del que fuera reportera al inicio de su carrera, en reemplazo de la comentarista de espectáculos Fernanda Hansen, quien dejó la señal para conducir el nuevo matinal de la competencia.
En 2012, tras estar alejada de la televisión por cerca de tres años, firmó contrato con La Red para ser comentarista de espectáculos en el matinal Mañaneros. Además, se sumó al programa de economía Los Parisi cuando Franco Parisi decidió ser candidato presidencial. En julio de 2013 asumió como conductora del programa Intrusos, el cual dejó en octubre de 2017.
Además, ha trabajado en radio, conduciendo el programa La quinta pata del gato en Radio Cariño, Cero estrés en Radio Agricultura y el programa satélite de Radio Pudahuel durante el Festival de Viña del Mar.
Desde hace 9 años se dedica a liderar la consultora en comunicaciones y marketing estratégico Wise Women Latam. 

## Televisión
| Año       | Programa                     | Rol          | Canal    |
| --------- | ---------------------------- | ------------ | -------- |
| 1995      | Segacción                    | Presentadora | Mega     |
| 1995      | Interferencia                | Notera       | Mega     |
| 1996-2000 | Buenos días a todos          | Notera       | TVN      |
| 2000      | Sillón rojo                  | Presentadora | TVN      |
| 2001-2006 | SQP                          | Presentadora | CHV      |
| 2003-2005 | REC                          | Presentadora | CHV      |
| 2007-2008 | Cuestión de peso             | Presentadora | Canal 13 |
| 2008      | Juntos, el show de la mañana | Panelista    | Canal 13 |
| 2009      | Buenos días a todos          | Panelista    | TVN      |
| 2012-2013 | Mañaneros                    | Panelista    | La Red   |
| 2012      | Los Profesionales            | Presentadora | La Red   |
| 2012      | Los Parisi                   | Presentadora | La Red   |
| 2013-2017 | Intrusos                     | Presentadora | La Red   |
| 2017      | Candidato, llegó tu hora     | Panelista    | TVN      |